# Belmont (Doubs)
Belmont é uma comuna francesa na região administrativa de Borgonha-Franco-Condado, no departamento de Doubs. Estende-se por uma área de 4,72 km². Em 2010 a comuna tinha 66 habitantes (densidade: 14 hab./km²).